# Francine Racette
Francine Racette est une actrice québécoise née en 1947 à Joliette au Québec.

## Biographie
Diplômée de l'École nationale de théâtre en 1966, elle épouse l'acteur Donald Sutherland.

## Filmographie
- 1967 : Le Grand Rock de Raymond Garceau
- 1970 : Reportage sur un squelette (de José Bergamín), téléfilm de Michel Mitrani : Zapaquilda
- 1971 : Aussi loin que l'amour de Frédéric Rossif : Isabelle
- 1971 : Quatre Mouches de velours gris (4 mosche di velluto grigio) de Dario Argento : Dalia
- 1973 : Les Vilaines Manières de Simon Edelstein : Jeanne
- 1974 : Alien Thunder de Claude Fournier : Émile Grant
- 1976 : Lumière de Jeanne Moreau : Julienne
- 1976 : Un type comme moi ne devrait jamais mourir de Michel Vianey : Suzy Bloom
- 1976 : Monsieur Klein de Joseph Losey : Françoise / Cathy
- 1977 : The Disappearance de Stuart Cooper : Celandine
- 1987 : Au revoir les enfants de Louis Malle : Mme Quentin, mère de Julien

## Théâtre
- 1968 : Roméo et Juliette de William Shakespeare, mise en scène Michael Cacoyannis, TNP Théâtre de Chaillot

## Récompenses et distinctions
- César 1977 : nomination au César de la meilleure actrice dans un second rôle pour Lumière